# Los Visconti
Los Visconti es un dúo de música folklórica de Argentina, integrado originalmente por los hermanos mellizos Abel y Víctor Visconti, oriundos de Coronel Dorrego, donde iniciaron su vida artística cuando eran adolescentes. 
El dúo nació en 1950 como Los Hermanos Visconti, pero en 1974 fueron presentados simplemente como Los Visconti,  por Hector Larrea, en el Festival de Cosquín, donde tuvieron un resonante éxito y alcanzaron la fama. 
Su música se caracteriza por el aire romántico y emotivo de sus canciones, principalmente por la interpretación de valsecitos criollos, por lo que han sido llamados Los Reyes del Valsesito Criollo. Entre sus temas más exitosos se encuentran Dorreguero y payador, A Coronel Dorrego, la zamba Bahía Blanca, Mama vieja, Como se adora el sol, Andate, Paisaje colombiano, A toda Colombia, Vieja botella de vino, Que hacemos con mamá, Tierra misionera, entre otros . 
Al morir Víctor, el 11 de abril del año 2005, Abel escribió en su homenaje una emocionante canción, «Adiós hermano», tema incluido en el álbum Homenaje a mi hermano (Universal Music Colombia-2006).
Tuvieron amplia difusión y reconocimiento fuera de Argentina, especialmente en Colombia, y también en Paraguay, Ecuador, Venezuela, Perú, Bolivia y Costa Rica, la mayoría de sus estados de EE. UU., Italia, España, Francia, Japón, Alemania y otros tantos países. 
Sobrinos  directos del Payador Perseguido Luis Acosta García. Su madre, Paula Elosegui, media hermana de Juana García por parte de padre, quien era madre de Luis Acosta llevaba a sus hijos al Parque Goal, para que vean a su tío el payador (vencedor nunca vencido)... "Le cantó al rosal, al tuyo, a la miseria, al orgullo, tu nombre me honra y da honores, Luis Acosta García, payador de payadores”.
En la actualidad Abelito comparte el escenario con Héctor Corvalán.

## Discografía
Álbumes
1. Como nunca, 1969
2. Un solo corazón, Polydor, 1975
3. Abriendo huellas, Polydor, 1976
4. El cantar de Los Visconti, Polydor, 1978
5. A su memoria, don Carlos Gardel, Polydor, 1979
6. Tú y mi guitarra, Polydor, 1979
7. La noche de mamá, Phillips, 1980
8. Por ti me hice poeta, Polydor, 1981
9. Valsecitos, Polydor, 1982
10. Siempre juntos mi hermano y yo, Polydor, 1982
11. Salta: 4 Siglos de Canto 1582-1982, 1982 (en coautoría con Ángela Irene, y con la colaboración de Ariel Ramírez, Los Arroyeños, Los Cantores de Quilla Huasi, Cantoral, Los Tucu Tucu, Luis Landriscina, Horacio Guarany, Los 4 de Córdoba, Jaime Torres, Mercedes Sosa y Cuarteto Zupay.
12. Trovadores, Polydor, 1983
13. Vení vamos hermano, Polydor, 1984
14. La emoción de... Los Visconti, Music Hall, 1990
15. Por el Mundo, Music Hall, 1991
16. Los reyes del valsecito, 1994
17. Mis delirios, 1995
18. Los ejes de mi carreta,
19. Fuerza Abelito, 2003
20. Creadores de un estilo, 2004
21. Homenaje a mi hermano, 2006

## Filmografía
- Mire que es lindo mi país (1981)
- Pedro el escamoso (2003)